# 眾量級
眾量級CROWD是由臺灣情侶Andy老師和家寧共同經營的YouTube頻道，主要內容為惡作劇、開箱、日常生活。兩人於2024年10月26日宣布分手及停止頻道更新，並各自發展。

## 成員
Andy老師，本名王崇睿，嘉義東吳高職餐飲科畢，曾經在餐飲界工作，擁有烘焙丙級證照，曾擔任平面廣告模特兒，也曾參與電影《大尾鱸鰻2》客串演出醫護人員。家寧，本名張家寧，國立台灣藝術大學舞蹈系夜間部畢業，擅長舞蹈。

## 評價
- 《OpView社群口碑資料庫》2000-2011年，Facebook網紅影響力排行榜第二名[6]。

## 商業糾紛
2025年3月11日，眾量級共同創辦人Andy老師在個人YouTube頻道發佈影片，指控前女友家寧及其家人，詳細列舉八項指控，包含股權分配不公、薪資未調整、無法查帳、失去頻道管理權限、被解除董事職位、被借名登記公司、商標被家寧母親申請、以及分手後被切斷經濟支援。他表示，自2016年創立頻道以來，他始終未能完全掌握公司財務，且在2018年家寧母親成立公司「群海娛樂股份有限公司」時，股權分配導致他僅持有25%股份。
Andy老師透露，在分手後不久，他便無法登入眾量級的社群帳號與YouTube頻道，並在股東會上被要求轉讓股份。他隨後委託律師向對方發出存證信函，要求查明財務狀況，對方則回應表示，其股份屬於「借名登記」，並要求他配合辦理股權轉移。此事件發生後，「眾量級CROWD」頻道從227萬訂閱驟減至199萬訂閱數。廠商與品牌紛紛表示已結束與此頻道的相關合作與代言活動，並刪除所有宣傳貼文。

## 外部链結
- YouTube上的眾量級CROWD頻道（繁體中文）
- YouTube上的眾量級CROWDxFUN生活頻道（繁體中文）
- 眾量級 CROWD的Facebook專頁（繁體中文）
- 众量级CROWD的哔哩哔哩个人空间（繁體中文）
- CROWD/ 眾量級的Instagram帳戶（繁體中文）